# Paradoxopsyllus longiquadratus
Paradoxopsyllus longiquadratus är en loppart som beskrevs av Liu Quan, Ge Long et Lan Xiaohui 1991. Paradoxopsyllus longiquadratus ingår i släktet Paradoxopsyllus och familjen smågnagarloppor. Inga underarter finns listade i Catalogue of Life.